# رفيق رزق سلوم
رفيق رزق سلّوم (1891-1916)، محامٍ وشاعر سوري من مدينة حمص، كان معارضاً للدولة العثمانية وأُعدم في دمشق بأمر من الحاكم العسكري جمال باشا يوم 6 أيار 1916.

## البداية
ولد رفيق سلّوم في مدينة حمص ودَرَس في المدرسة الروسية الابتدائية. توسم فيه مطران حمص اثناسيوس عطاء الله النُبوغ، فرسمه راهباً مبتدئاً وأرسله إلى المدرسة الإكليريكية البلمندية، ليدرس فيها العلوم اللاهوتية. عاد إلى حمص، وأقام في دار المطرانية الأرثوذكسية، ولكنه سرعان ما قرر خلع ثوب الرهبنة والذهاب إلى الكلية السورية البروتيستانتية (الجامعة الأميركية في بيروت) لإكمال تعليمه. وضع أولى رواياته «أمراض العصر الحديث» وهو على مقاعد الدراسة ثم توجه إلى اسطنبول لدراسة الحقوق.

## العمل في الصحافة
وصل رفيق سلّوم إلى عاصمة الدولة العثمانية عام 1908، وصار يراسل كبرى الصحف والمجلات العربية مثل المقتطف والمقتبس والمفيد ومجلة لسان العرب التي كان يصدرها النادي الأدبي في اسطنبول. كما عَمل محرراً في جريدة الحضارة التي كانت تصدر عن الشيخ عبد الحميد الزهراوي.
في هذه الفترة من حياته، وضع كتاب جامع في الاقتصاد بعنوان «حياة البلاد في علم الاقتصاد.» ولما انهى دراسة الحقوق كان يجيد اللغات العربية والروسية واليونانية والتركية.

## اهتمامات موسيقية
كان لرفيق سلّوم ولع وهواية بالموسيقى، فأتقن العزف على آلات القانون والعود والكمان والبيانو.

## في النادي العربي
وكان من أشد المجدين في إنشاء النادي الأدبي في العاصمة التركية، الذي كان يَهدف إلى ائتلاف العرب وصيانة حقوقهم واستقلال بلادهم، بالتعاون مع رئيس النادي عبد الكريم خليل، أحد رموز النضال العروبي في جبل عامل.

## الاعتقال والحكم بالإعدام
في عام 1914، دخلت الدولة العثمانية الحرب العالمية الأولى، وسيق رفيق سلّوم إلى الخدمة الإلزامية في الجيش العثماني. تم اعتقاله يوم 27 أيلول 1915 بتهمة معارضة الدولة العثمانية، ونُقل إلى الديوان الحربي في عاليه، حيث حُكم عليه بالإعدام شنقاً. ولما صدر الحكم، بعث برسالة مؤثرة إلى والدته وصف ما ذاقه من تعذيب خلال مدة توقيفه واستجوابه، وذكَر أسماء الأشخاص الذين وشوا به وسامحهم. كما أوصى أن تُكتب على قبره الأبيات التالية:
وإن الذي بيني وبين بنّي أبي وبين بنّي عمي لمختلف جدّا
فإن أكلوا لحمي وفَرت لحومهم وإن هدموا مجدي بنيتُ لهم مجدا
وإن ضيّعوا عيني حفظت عيونهم وإن هم هووا عني هويت لهم رشدا
وإن زجروا طيراً بنحس تمر بي زجرت لهم طيراً تمر بهم سعدا
نُفذ حكم الإعدام بساحة المرجة بدمشق يوم 6 أيار 1916، وكان معه عدد من أحرار العرب مثل شفيق مؤيد العظم ورشدي الشمعة وشكري العسلي وصديقه عبد الحميد الزهراوي. في مذكراته، يصف فؤاد أردن، رئيس أركان الجيش الرابع العثماني، موقف رفيق سلّوم أمام الموت قائلاً: "سار إلى المشنقة بخطوات ثابتة سريعة فما إن تلقاه المأمور الذي تولى شنقه حتى رمى طربوشه على الأرض ولكن رفيقاً صاح به غاضباً: "ردوا الطربوش. لا يحقّ لكم أن ترموه على الأرض!" فأذعنوا لطلبه ووضعوه على رأسه ولم يلحظ آنئذٍ أن الطربوش تلطخ بالتراب، ولو لا حظ لصاح بهم: "نظفوا طربوشي من الغبار!"